# Le Groupement
Le Groupement was een Franse wielerploeg die actief was in het voorjaar en de zomer van 1995. Vanwege financiële problemen en geschillen, inclusief aanvoering van deelname aan piramidespel, hield Le Groupement na een half seizoen op te bestaan.

## Historiek
Het Franse postorderbedrijf Le Groupement stopte eind juni 1995 met de sponsoring, enkele dagen voor de start van Ronde van Frankrijk (waaraan dan ook niet meer werd deelgenomen). Het hele voorjaar hing een geur van schandalen rond de ploeg én de sponsor. De activiteiten van Le Groupement waren voornamelijk afhankelijk van 50.000 onafhankelijke verkopers, die goederen rechtstreeks aan hun vrienden en familie verkochten. Dit bedrijfsmodel, naar eigen zeggen gebaseerd op "motivatiesessies en individuele investeringen in de winkelartikelen van het bedrijf", werd door velen beschouwd als een piramidespel (een illegaal kansspel).
Nochtans had Le Groupement de ambitie om ten minste vijf jaar in de wielrennerij actief te blijven. Er werd echter te veel geld uitgegeven aan fietsmateriaal en er stonden (voor die tijd) uitzonderlijk veel renners onder contract in een ploeg die haar eerste seizoen inging. Daarnaast werd baanwielrenner Graeme Obree al in januari 1995 ontslagen. De Schot biechtte later op dat hij had geweigerd om doping te gebruiken en "dat hem dat niet in dank werd afgenomen".
Bijgevolg raakten de financiële middelen uitgeput om de renners door te betalen. Le Groupement en de sportieve leidinggevenden, de Belg Patrick Valcke en de Fransman Guy Mollet, onderlijnden destijds de grote ambitie door wereldkampioen Luc Leblanc (1994 te Agrigento) in te lijven alsmede voormalig wereldkampioen veldrijden Dominique Arnould, die twee veldritten won als renner van Le Groupement. Luc Leblanc brak daarentegen weinig potten als regerend wereldkampioen. Ook de Nederlandse sprinter Jean-Paul van Poppel reed voor de ploeg (hij stopte er definitief mee na het seizoen), en Robert Millar, die in het verleden voor de Nederlandse TVM had gereden.
Het verhaal van Le Groupement draaide finaal uit op een sisser. De belangrijkste overwinning voor Le Groupement was die van de Belg Stéphane Hennebert in de eendagskoers GP La Marseillaise.

## Bekende renners
- Dominique Arnould
- Thierry Bourguignon
- Frédéric Guesdon
- Luc Leblanc
- Pascal Lino
- Robert Millar
- Ronan Pensec
- Jean-Paul van Poppel
- Michel Vermote
- Marcel Wüst

## Belangrijkste overwinningen
Totaal aantal zeges: 11
1995
- GP La Marseillaise: Stéphane Hennebert
- Brits kampioenschap wielrennen op de weg: Robert Millar